# Кономладчани
Кономладчани (на гръцки: Μακροχωρίτες, Макрохоритес) са жителите на село Кономлади (Макрохори), Гърция. Това е списък на най-известните от тях.

## Родени в Кономлади
А – Б – В – Г – Д –
Е – Ж – З – И – Й —
К – Л – М – Н – О —
П – Р – С – Т – У —
Ф – Х – Ц – Ч – Ш —
Щ – Ю – Я

### А
- Александра Наумова (1901 – ?), българска комунистка
- Анастас Ангелов, български революционер от ВМОРО, четник на Христо Цветков[1]
- Анастас Иванов, български революционер от ВМОРО, четник на Христо Цветков[1]
- Атанас Панчаров (1882 – ?), македоно-одрински опълченец, Костурска съединена чета[2]

### Б
- Божидар Митрев (1900 – 1932), деец на ВМРО (обединена)

### В
- Васил Котев (1860 – 1903), български революционер, войвода на ВМОРО

### Г
- Георги Димитров Ючев (1974 - след 1943), български революционер
- Георги Янакиев, български революционер от ВМОРО, четник на Христо Цветков[1]

### Д
- Димитри Каранфил, арестуван през октомври 1903 година, обвинен в „разбойничество“, осъден на 5 години каторга, заточен в Диарбекир, амнистиран с общата амнистия от 12 април 1904 година[3]
- Димитър А. Лясков (Лъсков, 1890 – ?), македоно-одрински опълченец, 2-ра рота на 10-а прилепска дружина, Сборна партизанска рота на МОО, в гръцки плен до 4 март 1914 година, носител на кръст „За храброст“[4]
- Димитър Урдов (1876 – след 1943), български революционер
- Динко Яни, арестуван през септември 1903 година, обвинен в „присъединяване към българските разбойници“, осъден на 10 години каторга, заточен в Диарбекир, амнистиран с общата амнистия от 12 април 1904 година[5]
- Доне Попов, деец на ВМОРО, войвода на селската чета от Кономлади[6]

### И
- Иван Тръпчев (1867 – ?), македоно-одрински опълченец, 1-ва рота на 6-а охридска дружина, носител на орден „За храброст“ ІІІ степен[7]

### Й
- Йован Васил, арестуван през октомври 1903 година, обвинен в „разбойничество“, осъден на 5 години каторга, заточен в Диарбекир, амнистиран с общата амнистия от 12 април 1904 година[8]
- Йован Темелко, арестуван през октомври 1903 година, обвинен в „разбойничество“, осъден на 5 години каторга, заточен в Диарбекир, амнистиран с общата амнистия от 12 април 1904 година[9]
- Йорги Фильо, българин, православен, арестуван преди април 1904 година, обвинен, че е „дал убежище и приел в къщата си българските разбойници, които се заканили с оръжие на овчаря Неджиб“, обвинен от Костурския следствен отдел, лежал в Костурския затвор, амнистиран с общата амнистия от 12 април 1904 година[10]

### К
- Киро Лазар, арестуван през октомври 1903 година, обвинен в „разбойничество“, осъден на 5 години каторга, заточен в Диарбекир, амнистиран с общата амнистия от 12 април 1904 година[3]
- Коте Йорги, арестуван през октомври 1903 година, обвинен в „разбойничество“, осъден на 5 години каторга, заточен в Диарбекир, амнистиран с общата амнистия от 12 април 1904 година[11]
- Кръсте Дине, арестуван през октомври 1903 година, обвинен в „разбойничество“, осъден на 5 години каторга, заточен в Диарбекир, амнистиран с общата амнистия от 12 април 1904 година[3]
- Кръсто Христо, арестуван през октомври 1903 година, обвинен в „разбойничество“, осъден на 5 години каторга, заточен в Диарбекир, амнистиран с общата амнистия от 12 април 1904 година[3]

### М
- Манол Кочов (1883 – 1938), български революционер, деец на ВМОРО
- Мирчо Василев (1902 – 1929), български революционер от ВМРО
- Митре Влаха (1873 – 1907), български революционер, войвода на ВМОРО
- Митровица Капитанова (Μήτραινα Καπετάνου), гръцка андартска деятелка, агент от ІІІ ред[12]
- Михо Фильо, българин, православен, арестуван преди април 1904 година, обвинен, че е „дал убежище и приел в къщата си българските разбойници, които се заканили с оръжие на овчаря Неджиб“, обвинен от Костурския следствен отдел, лежал в Костурския затвор, амнистиран с общата амнистия от 12 април 1904 година[10]

### Н
- Никос Юцос, (р. 1941), гръцки футболист
- Наум (Ναούμ), гръцки андартски деец, водач на чети[12]
- Никола (Коле) Пандов, деец на ВМОРО, войвода на чета по време на Илинденско-Преображенското въстание, част от отряда на Михаил Розов[13]
- Новачко Котев, български революционер

### П
- Павел Анастасов, македоно-одрински опълченец, 1-ва рота на 8-а костурска дружина[14]
- Петре Лазар, арестуван през октомври 1903 година, обвинен в „разбойничество“, осъден на 5 години каторга, заточен в Диарбекир, амнистиран с общата амнистия от 12 април 1904 година[11]
- Петре Ристе, арестуван през октомври 1903 година, обвинен в „разбойничество“, осъден на 5 години каторга, заточен в Диарбекир, амнистиран с общата амнистия от 12 април 1904 година[15]

### Р
- Ристе Дине, арестуван през октомври 1903 година, обвинен в „разбойничество“, осъден на 5 години каторга, заточен в Диарбекир, амнистиран с общата амнистия от 12 април 1904 година[8]

### С
- Дядо Ставри Лясков (ок. 1843 – 3 септември 1903), български революционер от ВМОРО
- Сотир Котев, български свещеник и революционер, деец на ВМОРО, загинал.[16][17]
- Сотир Лазар, арестуван през октомври 1903 година, обвинен в „разбойничество“, осъден на 5 години каторга, заточен в Диарбекир, амнистиран с общата амнистия от 12 април 1904 година[9]
- Сотир Толев (1881 – 1955), български революционери, участник в Македонобългарския революционен комитет, участник в Общото събрание в Костур в 1943 година[18][19]
- Сотир Трайков, български революционер от ВМОРО, четник на Петър Христов Германчето[20]
- Стасе Яни, арестуван през октомври 1903 година, обвинен в „разбойничество“, осъден на 5 години каторга, заточен в Диарбекир, амнистиран с общата амнистия от 12 април 1904 година[9]
- Стойчо Панайотов, македоно-одрински опълченец, Сборна партизанска рота на МОО[21]
- Стоян Христов (1898 – 1996), американски журналист и писател

### Т
- Толе Фильо, българин, православен, арестуван преди април 1904 година, обвинен, че е „дал убежище и приел в къщата си българските разбойници, които се заканили с оръжие на овчаря Неджиб“, обвинен от Костурския следствен отдел, лежал в Костурския затвор, амнистиран с общата амнистия от 12 април 1904 година[22]
- Трайче Ристе, арестуван през октомври 1903 година, обвинен в „разбойничество“, осъден на 5 години каторга, заточен в Диарбекир, амнистиран с общата амнистия от 12 април 1904 година[11]
- Трифун Трайко, арестуван през октомври 1903 година, обвинен в „разбойничество“, осъден на 5 години каторга, заточен в Диарбекир, амнистиран с общата амнистия от 12 април 1904 година[9]
- Търпо Димитров Христов, емигрантски активист в САЩ[23]

### Х
- Христо Цветков (1877 – 1934), български революционер, войвода на ВМОРО, македоно-одрински опълченец, войвода на партизанска чета, Нестроева рота на 13-а кукушка дружина, Сборна партизанска рота на МОО, в гръцки плен до 4 март 1914 година[24]

### Ц
- Цвета Василева (1904 – ?), българска народна певица, емигрира в Свободна България, от нея проф. Николай Кауфман записва в 1955 година песен, изпълнявана в Костурско[25]
- Цветан Стрезо, арестуван през септември 1903 година, обвинен в „разбойничество“, осъден на 10 години каторга, заточен в Диарбекир, амнистиран с общата амнистия от 12 април 1904 година[5]

## Български общински съвет в Кономлади в 1941 година
- Сотир Томов
- Доне Гещаров
- Митре Николов
- Коле Шанов
- Лазо Младенов
- Зипо Мичов
- Тодор Митрушев
- Сотир Попов
- Тодор Нунчев
- Лексо Пандов[26]

## Други
- Андон Чибишев (р. 1959), северномакедонски лекар и политик, по произход от Кономлади
- Наум Кайчев (р. 1970), български историк и дипломат, по произход от Кономлади